# جيمس سبور
جيمس سبور (بالإنجليزية: James Sutherland Spore)‏ (نطق بالإنجليزية: James Spore ؛ 13 مايو 1885 - 28 أبريل 1937) : هو قائد في القوات البحرية للولايات المتحدة ، شغل منصب القائم بأعمال حاكم ولاية غوام من 27 فبراير 1921 إلى 7 فبراير 1922 وكما قام أيضا بأعمال حاكم ساموا الأمريكية من 24 مارس 1931 إلى 22 أبريل 1931.

## نشأته
نشأ سبور في ميتشيغان وتخرج من الأكاديمية البحرية الأمريكية ، وبعدما تقاعد من البحرية الأمريكية استقر في كاليفونيا وتوفي عام 1937.